# Cappella della Natività di Maria
La cappella della Natività di Maria è un edificio religioso situato nel comune di Grosseto, all'interno dell'area del Centro militare veterinario dell'Esercito Italiano. È situata pochi chilometri a ovest della città.

## Storia
Il piccolo edificio religioso sorse come cappella gentilizia dell'antica tenuta granducale, che occupava l'intera area rurale ove oggi si trova il Centro militare veterinario.
Le sue origini risalgono al tardo Settecento, pur essendo evidenti i segni delle ristrutturazioni avvenute tra la fine dell'Ottocento e l'inizio del Novecento, che hanno conferito l'attuale aspetto al luogo di culto.

## Descrizione
La cappella della Natività di Maria si presenta come un edificio religioso ad aula unica, in ottimo stato di conservazione.
La chiesetta è situata in posizione rialzata, con una gradinata che conduce al vano d'ingresso coperto da un pronao, le cui travi di legno poggiano su due colonne laterali a sezione quadrata, munite di base e capitello. Tra le travi che delimitano frontalmente la copertura del pronao, è collocata una croce lignea.
Il portale d'ingresso si apre nella parte centrale della facciata propriamente detta, presentandosi architravato con arco a tutto sesto; sono presenti due stelle decorative sull'architrave.
L'interno si presenta con pareti rivestite in intonaco, con la copertura costituita da travi lignee a vista. Sui fianchi laterali si aprono monofore a sesto acuto, tipici elementi stilistici del neogotico che si afferma ulteriormente con l'imponente arco sulla parete di fondo. Molto pregevoli risultano il lucernario collocato sopra l'altare e le due statue lignee collocate nella parte posteriore delle due pareti laterali nell'area presbiteriale.